# Cotoneaster cotoneaster
Cotoneaster integerrimus là loài thực vật có hoa trong họ Hoa hồng. Loài này được (L.) H. Karst. mô tả khoa học đầu tiên năm 1882.

## Hình ảnh

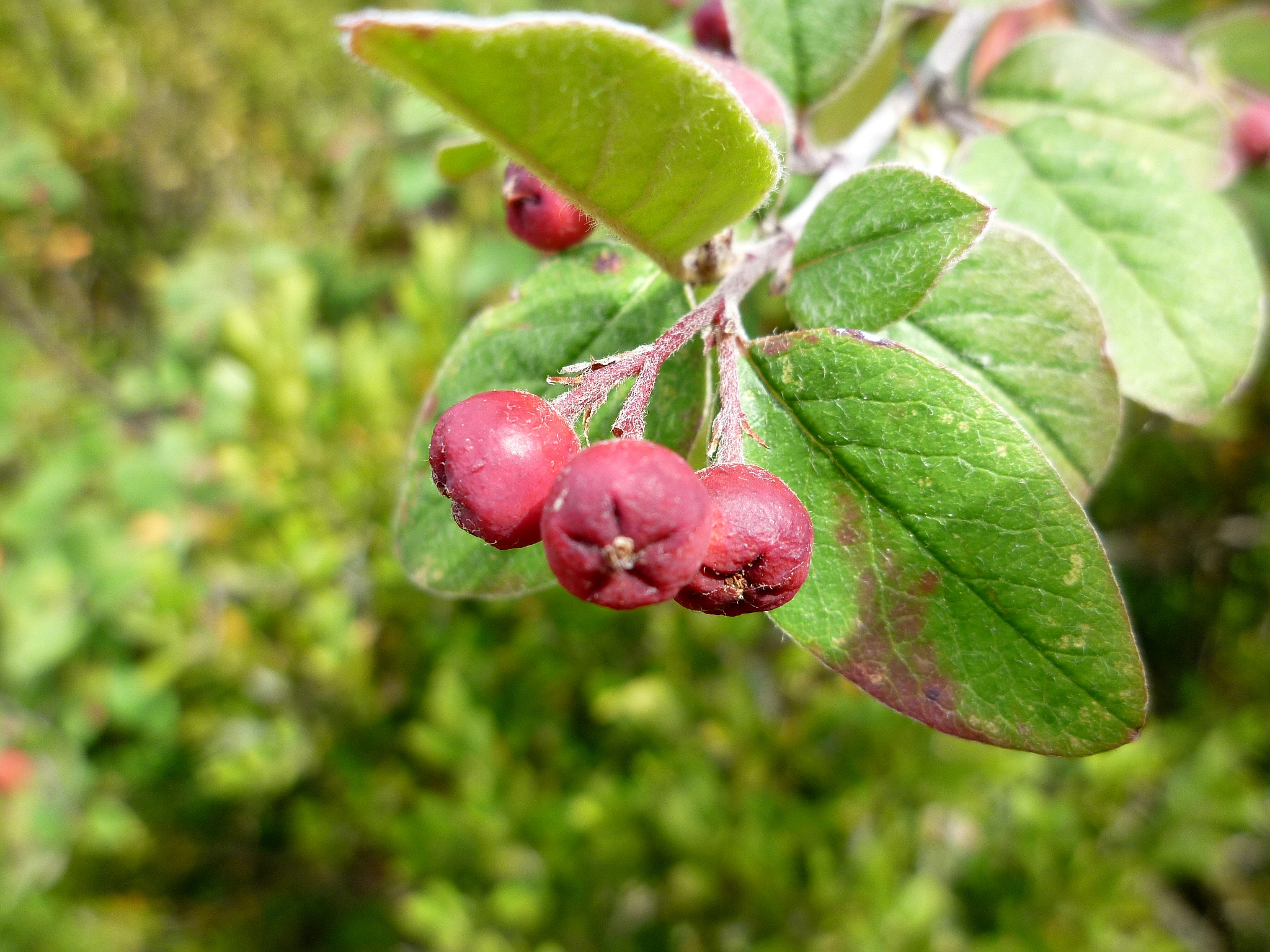
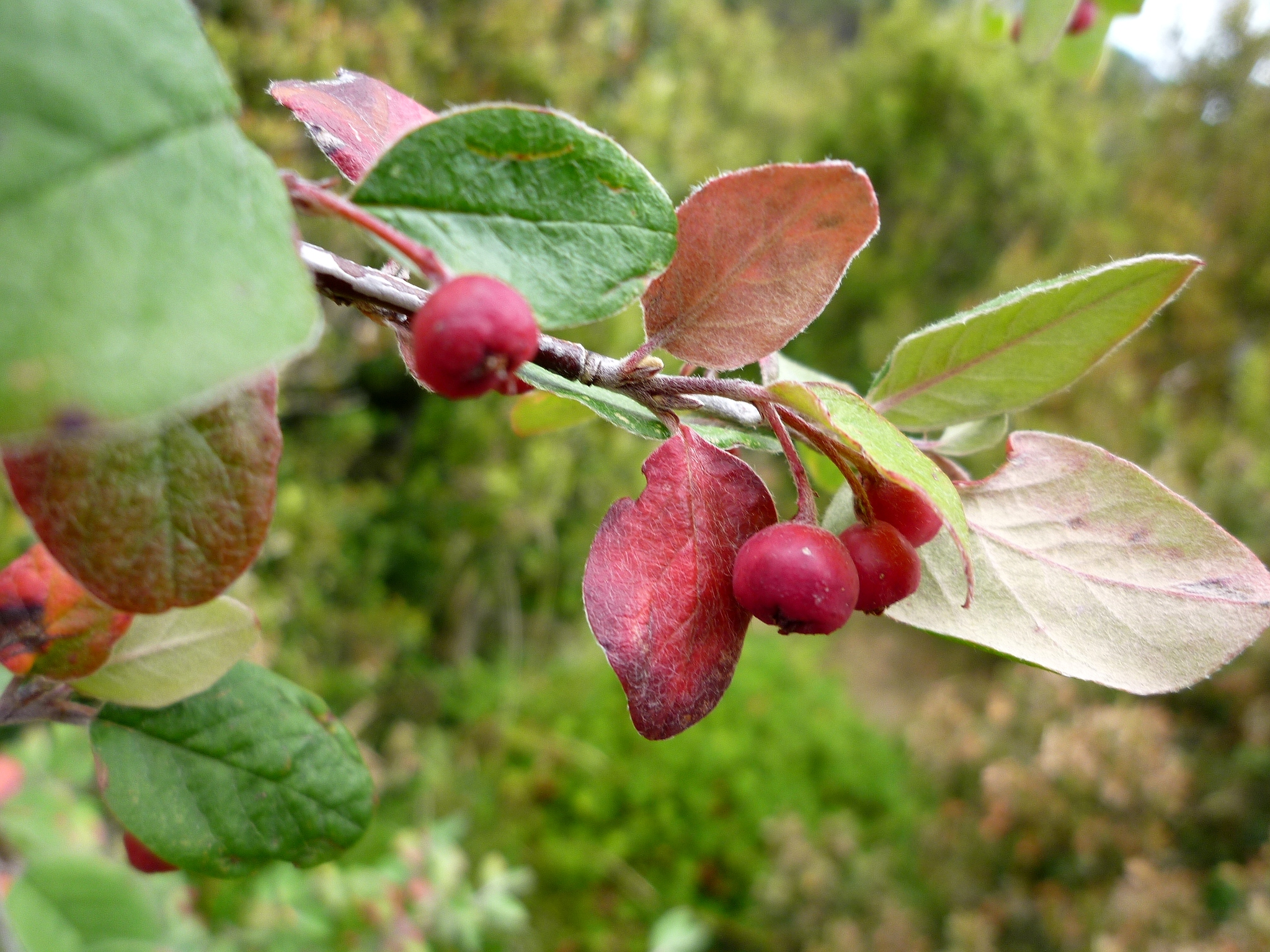
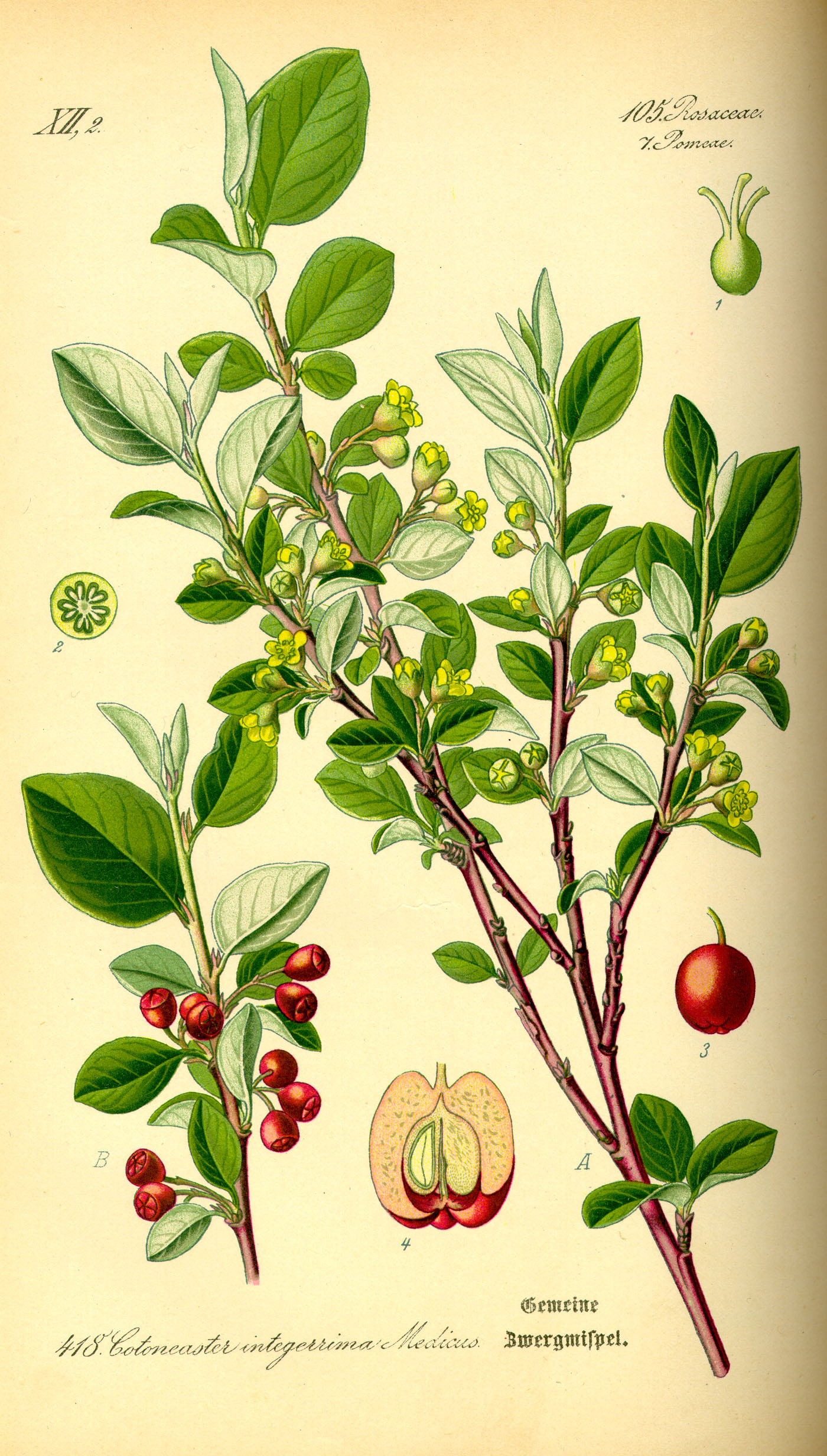
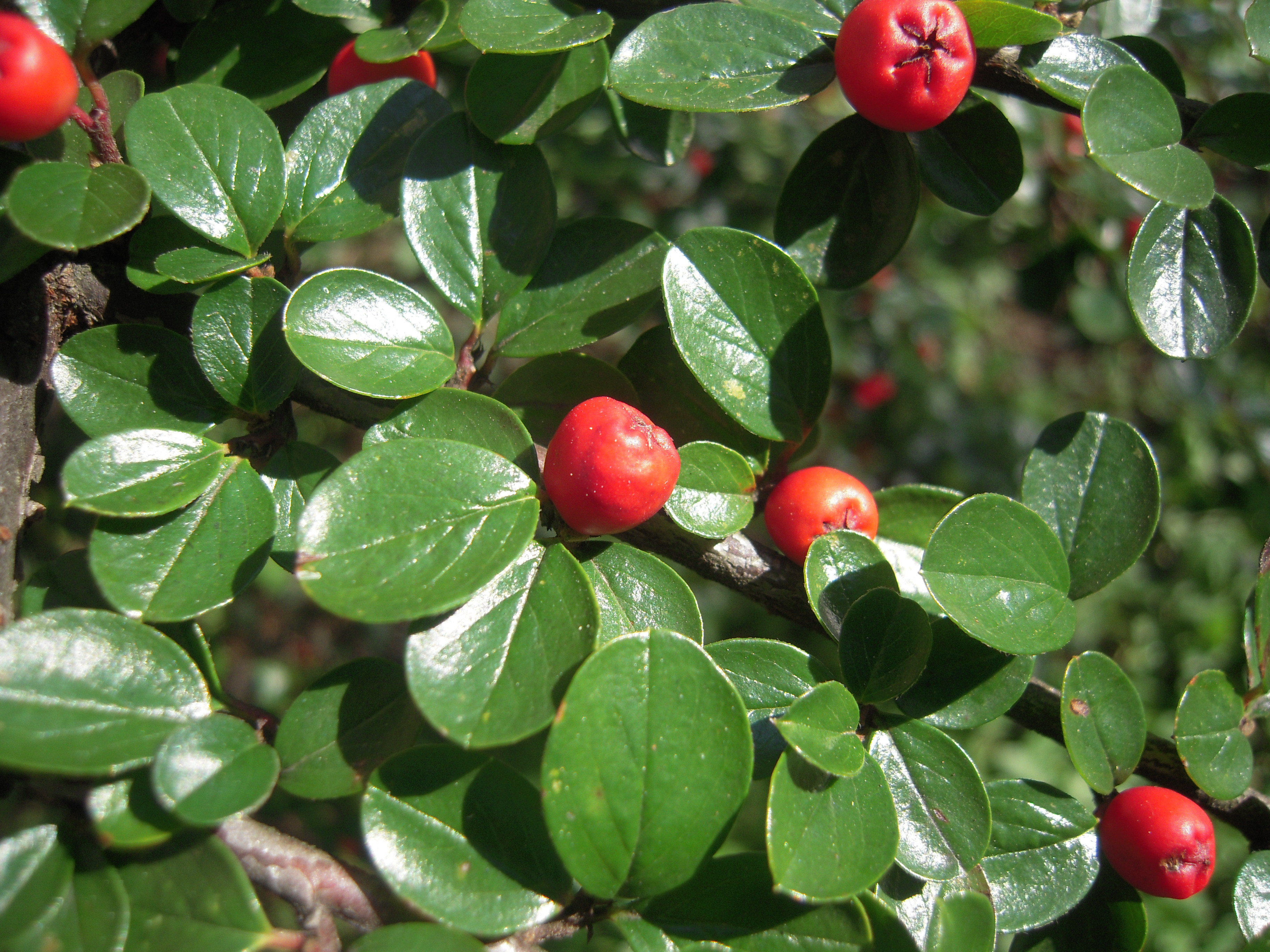